# Premios Arpa
Los Premios Arpa, establecidos en 2002 por la Academia Nacional de la Música y las Artes Cristianas, son una ceremonia de reconocimiento musical al trabajo de los artistas de música cristiana contemporánea, principalmente de lengua española. Los premios se entregan cada año durante una ceremonia oficial en México. Los ganadores reciben un Premio Arpa, una decide forma de arpa.

## Historia
La Academia Nacional de la Música y Artes Cristianas (ANMAC) estableció los Premios Arpa en 2002 a México. En 2003, el ANMAC celebra la primera ceremonia de su historia en el World Trade Center de Ciudad de México.  El 23 de octubre de 2009, los Premios Arpa celebraron una séptima edición en el Auditorio Nacional de México.  El 21 de mayo de 2011, se desplazaron por primera vez fuera de México y se realzan en el MACC Center de Miami, Estados Unidos.
Desde que su fundación, los artistas más ganadores de estos premios han sido Marcos Witt, Jesús Adrián Romero, Marcos Vidal, Grupo Rojo, Álex Campos, Coalo Zamorano, Danilo Montero, Daniel Calveti, Annette Moreno, Marco Barrientos, Tercer Cielo y Funky.

## Características
Los Premios Arpa reconocen el mérito artístico o técnico, no así las ventas o la popularidad; los ganadores son determinados por los votos de los miembros calificados de la academia. Se otorga en base a las inscripciones de los miembros y las compañías discográficas cristianas y a los votos de los miembros activos de la academia y sirven de ejemplo e inspiración para mejorar e impulsar la música cristiana en español.

## Estructura del premio
Es un premio forjado en bronce, con un peso de 2 kilogramos y una altura de 33 centímetros con forma de arpa y nota musical.

## Categorías
Los Premios Arpa cuentan 21 categorías en 2019.
- Canción del Año
- Lanzamiento del año Solista/ Grupo
- Álbum del Año
- Álbum en Vivo
- Álbum Clásico / Instrumental / Coral
- Productor del Año
- Álbum Regional/Tropical
- Compositor del Año
- Álbum del Año
- Álbum Vocal Masculino
- Diseño de Portada
- Álbum Vocal Femenino
- Vídeo Musical
- Álbum del Año
- Álbum de Rock
- Álbum de Rock en Vivo
- Álbum Urbano / Alternativo
- Álbum Independiente
- Álbum de Cantautor
- Canción en Participación
- Premio Especial de la Academia